# Włodzimierz Terlikowski
Włodzimierz Terlikowski (Vladimir de Terlikowski) (ur. 1873 w Poraju, zm. 1951 w Paryżu) – malarz polski, związany z École de Paris.
Urodził się w rodzinie urzędnika kolejowego. W młodości zwiedził kraje zachodniej Europy oraz północną Afrykę, Indie, Australię i Nową Zelandię. Studiował malarstwo na Akademii Sztuk Pięknych w Monachium oraz w Paryżu w pracowni Jean-Pierre Laurensa (1875-1932).
W 1900 roku zadebiutował w Paryżu wystawą indywidualną w galerii Bernheim-Jeune. W Paryżu zamieszkał na stałe około roku 1911. Stworzył własny styl malowania, nakładając grubo farby olejne szpachelką. Malował egzotyczne krajobrazy, widoki miast, a także portrety, martwe natury i kompozycje kwiatowe. Zajmował się także malarstwem ściennym.
Swoje obrazy prezentował na wielu wystawach paryskich, a także w Warszawie i Poznaniu. W roku 1920 został odznaczony francuską Legią Honorową.
Jego obrazy znajdują się m.in. w zbiorach Centre Georges Pompidou w Paryżu.